# Eliaquim Mangala
Eliaquim Mangala (ur. 13 lutego 1991 w Paryżu) – francuski piłkarz grający na pozycji obrońcy. W latach 2013–2016 reprezentant Francji. Uczestnik Mistrzostw Europy 2016.
W swojej karierze występował m.in. w takich klubach jak: Manchester City, FC Porto, Valencia CF czy Standard Liège, aktualnie jest bez klubu.

## Kariera klubowa
Mangala rozpoczął swoją karierę w CS Wépionnais i dołączył w lipcu 2004 do UR Namur. Latem 2008 roku podpisał kontrakt z Standard Liège. Oficjalny debiut zaliczył z FCV Dender. W klubie zastąpił Dantego, który w styczniu 2009 roku odszedł do Borussii Mönchengladbach. W swoim debiucie w Lidze Mistrzów już w 3 minucie strzelił bramkę Arsenalowi Londyn, grał cały mecz. W sierpniu 2011 przeniósł się do FC Porto.

### Statystyki klubowe
| Sezon   | Klub             | Kraj       | Rozgrywki                 | Mecze | Bramki |
| ------- | ---------------- | ---------- | ------------------------- | ----- | ------ |
| 2008/09 | Standard Liège   | Belgia     | Eerste klasse/ Division 1 | 11    | 0      |
| 2009/10 | Standard Liège   | Belgia     | Eerste klasse/ Division 1 | 31    | 1      |
| 2010/11 | Standard Liège   | Belgia     | Eerste klasse/ Division 1 | 35    | 1      |
| 2011/12 | FC Porto         | Portugalia | Primeira Liga             | 7     | 0      |
| 2012/13 | FC Porto         | Portugalia | Primeira Liga             | 23    | 4      |
| 2013/14 | FC Porto         | Portugalia | Primeira Liga             | 21    | 2      |
| 2014/15 | Manchester City  | Anglia     | Premier League            | 25    | 0      |
| 2015/16 | Manchester City  | Anglia     | Premier League            | 22    | 0      |
| 2016/17 | Valencia CF      | Hiszpania  | Primera División          | 30    | 2      |
| 2017/18 | Manchester City  | Anglia     | Premier League            | 9     | 0      |
| 2017/18 | Everton          | Anglia     | Premier League            | 2     | 0      |
| 2019/20 | Valencia CF      | Hiszpania  | Primera División          | 8     | 0      |
| 2020/21 | Valencia CF      | Hiszpania  | Primera División          | 7     | 0      |
| 2021/22 | AS Saint-Étienne | Francja    | Ligue 1                   | 15    | 1      |
| 2023/24 | GD Estoril Praia | Portugalia | Primeira Liga             | 17    | 1      |
| 2024/25 | GD Estoril Praia | Portugalia | Primeira Liga             | 9     | 0      |

### Osiągnięcia
- Mistrzostwo Belgii w barwach Standard Liège: 2009